# Sistema Global de Preferências Comerciais entre Países em Desenvolvimento
O Sistema Global de Preferências Comerciais entre Países em Desenvolvimento (SGPC) é um acordo internacional firmado em 13 de abril de 1988 entre países em desenvolvimento que objetiva maior interação e fortalecimento dos laços comerciais entre os países da América Latina, África e Ásia através de concessões comerciais feitas por seus membros para beneficiar de igual forma a todos os países participantes por meio das complementaridades entre as suas economias, buscando aumento do potencial já existente para a cooperação comercial. Apesar de assinado por 40 dos 77 países do Grupo dos 77 na sétima Conferência das Nações Unidas sobre Comércio e Desenvolvimento (UNCTAD, na sigla em inglês) em Belgrado, o acordo entrou em vigor em 19 de abril de 1989.
Especificamente no Brasil, o acordo entrou em vigor em 1991 e é legalmente reconhecido nos decretos legislativos 5 106 de 15 de junho de 2004 e 98 de 25 de março de 1991 e as listas de concessões tarifárias outorgadas pelo Brasil foram divulgadas pelas Circulares Decex n. 363 e Secex n. 48.